# Stade um Bëchel
Stade um Bëchel é um estádio de futebol localizado em Hautcharage, Luxemburgo. É a casa do Käerjéng 97.